# Fürstprimas

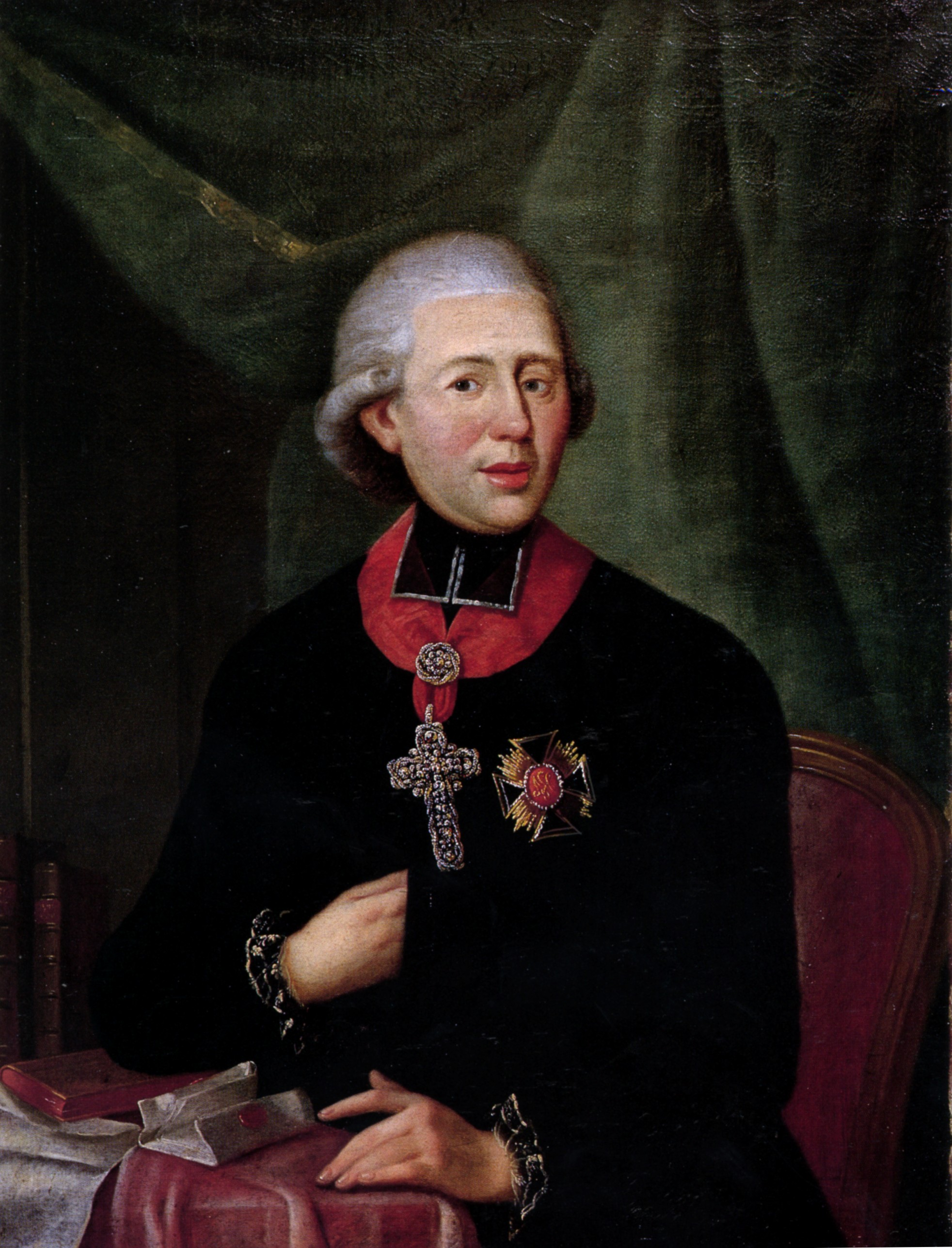
Fürstprimas von Dalberg

Der Fürstprimas führte den Vorsitz der Fürsten des Rheinbundes. Das Amt entstand auf Veranlassung Napoleons im Jahre 1806 und ging 1813 mit dem Rheinbund unter. Der einzige Inhaber des Titels Fürstprimas blieb Karl Theodor von Dalberg. Er übte das Amt vom 25. Juli 1806 bis 19. Oktober 1813 aus und regierte als Fürstprimas von 1806 bis 1810 den Staat des Fürstprimas.
Da der Reichstag seinen Sitz in Regensburg hatte, beschloss man im Reichsdeputationshauptschluss 1803, auch den Sitz des Reichserzkanzlers in Regensburg anzusiedeln. Dieses Amt war an den Erzbischof von Mainz gebunden, so dass zugleich die Kurfürstenwürde an das Fürstentum Regensburg gelangte, welches dem Reichserzkanzler übergeben worden war. Da die Stadt Mainz an Frankreich gefallen war, wurde auch der Metropolitansitz von Mainz nach Regensburg verlegt. 
Als Primas sollte er Metropolit der Kirche des Reichs sein, ausgenommen die preußischen Staaten und die österreichischen Kirchenprovinzen Wien, Salzburg, Prag und Olmütz.
Da der Bischof von Regensburg Joseph Konrad von Schroffenberg-Mös zum Zeitpunkt der Errichtung des Fürstprimates noch lebte, beschränkte sich der Fürstprimas zunächst auf die weltliche Verwaltung des Fürstentums Regensburg. Die kirchliche Amtsführung im Gebiet des Bistums Regensburg beanspruchte er erst ab dessen Tod im April 1803, wobei er allerdings auf den erbitterten Widerstand des Königreichs Bayern stieß. Bayern konnte bei Papst Pius VII. geschickt durchsetzen, dass er auf dem Gebiet dieses Königreiches keine Befugnisse besaß. So blieb es lediglich bei der Administration innerhalb der Stadt Regensburg.
Im Rheinbund von 1806 wurde der Reichserzkanzler zum Fürstprimas. Theoretisch sollte der Fürstprimas zum Vorsitzenden eines Bundestags werden, der aber nicht realisiert wurde. Im Jahr 1807 verlegte der Fürstprimas seinen Sitz nach Frankfurt.
Er war einziger Metropolit und Erzbischof des Rheinbunds. Sein Herrschaftsgebiet bestand aus dem Fürstentum Aschaffenburg (bisher Kurmainz), der Reichsstadt Wetzlar und dem Fürstentum Regensburg, bestehend aus den vormaligen Gebieten von Hochstift und Reichsstadt Regensburg und der dortigen Reichsstifter Sankt Emmeram, Ober- und Niedermünster.
1810 gab Napoleon das Fürstentum Regensburg an Bayern und schuf für Karl Theodor von Dalberg aus den Fürstentümern Aschaffenburg, Hanau und Fulda sowie der Grafschaft Wetzlar das Großherzogtum Frankfurt, welches jedoch nichts mehr mit einer geistlichen Würde zu tun hatte.